# Pascal Ondarts

a Compétitions nationales et continentales officielles uniquement.

b Matchs officiels uniquement.
Pascal Ondarts est un joueur français de rugby à XV, né le 1er avril 1956 à Méharin (Pyrénées-Atlantiques), ayant occupé le poste de pilier droit au Biarritz olympique, et gauche en sélection nationale (1,78 m; 102 kg). Sous le maillot tricolore, il remporte trois éditions du Tournoi des cinq Nations, en réalisant le Grand Chelem en 1987, et en 1988, victoire partagée, et en 1989.

## Biographie
Il débute en équipe de France le 15 novembre 1986 face à la Nouvelle-Zélande.
C'est un excellent chanteur basque. Au terme de sa carrière sportive, il devient hôtelier et restaurateur à Biarritz, puis à Bayonne.
Il fait partie, selon un article du quotidien britannique The Times publié en 2006, des dix joueurs français de rugby « les plus effrayants »,.
En 2018, il est élu président des Socios[Quoi ?] du Biarritz olympique. Il succède à Federico Martín Aramburú. Il démissionne de ce poste en septembre 2020.

## Palmarès

### En clubs
- Championnat de France de première division :
  - Vice-champion (1) : 1992
- Challenge Yves du Manoir :
  - Finaliste (1) : 1989

### En sélection
Pascal Ondarts obtient 42 sélections en équipe de France, dont 41 en tant que titulaire, entre le 15 novembre 1986 à Nantes contre la Nouvelle-Zélande et le 19 octobre 1991 au Parc des Princes face à l'Angleterre. Il inscrit un essai, contre la Roumanie en novembre 1987.
Il participe à cinq éditions du Tournoi des Cinq Nations, en 1987, où il est titulaire lors des quatre rencontres du Grand Chelem, en 1988, victoire partagée avec le pays de Galles, lors de la victoire de l'édition 1989, en 1990 et  1991. Il dispute un total de 18 rencontres dans le cadre du Tournoi.
Pascal Ondarts participe aux deux premières éditions de la Coupe du monde de rugby, en 1987, où la France est finaliste face à la Nouvelle-Zélande, et en 1991. Il dispute neuf rencontres, en 1987 contre l'Écosse, le Zimbabwe, les Fidji, l'Australie, et la Nouvelle-Zélande, et en 1991 face à la Roumanie, les Fidji, le Canada et l'Angleterre.

### Avec les Barbarians
Le 22 octobre 1985, il joue son premier match avec les Barbarians français contre le Japon à Cognac. Les Baa-Baas l'emportent 45 à 4.
Le 31 octobre 1992, il joue de nouveau avec les Barbarians français contre l'Afrique du Sud à Lille. Les Baa-Baas s'imposent 25 à 20.
Le 19 juin 1993, il est invité pour jouer avec les Barbarians français contre le XV du Président pour le Centenaire du rugby à Grenoble. Les Baa-Baas s'imposent 92 à 34.
Le 26 juin 1994, il joue avec les Barbarians français contre l'Université de Sydney en Australie. Les Baa-Baas s'imposent 36 à 62.

## Statistiques

### Tournoi des Cinq Nations
| Édition           | Rang | Résultats France | Résultats Ondarts | Matchs Ondarts |
| ----------------- | ---- | ---------------- | ----------------- | -------------- |
| Cinq Nations 1987 | 1    | 4 v, 0 n, 0 d    | 4 v, 0 n, 0 d     | 4/4            |
| Cinq Nations 1988 | 1    | 3 v, 0 n, 1 d    | 3 v, 0 n, 0 d     | 3/4            |
| Cinq Nations 1989 | 1    | 3 v, 0 n, 1 d    | 2 v, 0 n, 1 d     | 3/4            |
| Cinq Nations 1990 | 3    | 2 v, 0 n, 2 d    | 2 v, 0 n, 2 d     | 4/4            |
| Cinq Nations 1991 | 2    | 3 v, 0 n, 1 d    | 3 v, 0 n, 1 d     | 4/4            |

Légende : v = victoire ; n = match nul ; d = défaite ; la ligne est en gras quand il y a Grand Chelem.

### Coupe du monde
| Édition                            | Rang               | Résultats France | Résultats Ondarts | Matchs Ondarts |
| ---------------------------------- | ------------------ | ---------------- | ----------------- | -------------- |
| Nouvelle-Zélande et Australie 1987 | Finaliste          | 4 v, 1 n, 1 d    | 3 v, 1 n, 1 d     | 5/6            |
| Royaume-Uni 1991                   | Quart-de-finaliste | 3 v, 0 n, 1 d    | 3 v, 0 n, 1 d     | 4/4            |

Légende : v = victoire ; n = match nul ; d = défaite.